# Raión de Mezhova
Raión de Mezhova (en ucraniano: Межівський район) es un antiguo raión o distrito de Ucrania en el óblast de Dnipropetrovsk. 
Comprende una superficie de 1250 km².
La capital fue la ciudad de Mezhova.

## Demografía
Según estimación 2010 contaba con una población total de 25106 habitantes.

## Otros datos
El código KOATUU es 1222600000. El código postal 52900 y el prefijo telefónico +380 5630.